# Душан Алемпић
Душан Алемпић (Зворник, 20. мај 1952) бивши је српски и југословенски фудбалски голман, тренутно ради као фудбалски тренер.

## Клупска каријера
Рођен је 20. маја 1952. године у Зворнику. Каријеру фудбалског гомана започео је у млађим категоријама сарајевског тима Југ. Потом се вратио у матични клуб Дрина из Зворника. У Дрини је дебитовао за први тим, а две сезоне са њима је играо у југословенском трећем рангу такмичења између 1971. и 1973. године. Фудбалски клуб Челик из Зенице, трагајући за талентима из регије, довео га је у своје редове 1973. године. Алемпић је искористио прилику која му је пружена и одмах постао први голман Чалика који је тада играо у Првој савезној лиги сезоне 1973/74. Алемпић је у дебитантској сезони забележио 22 наступа. Временом је постао стандардан на голу Челика, укупно пет сезона је носио дрес Челика у југословенској првој лиги. Након тог периода, потписао је 1978. године уговор са Осијеком. Провео је пет сезона у Осијеку са променљивим успехом, пошто су испали у Другу лигу Југославије, а затим се експресно вратили у Прву лигу. Осијек је напустио 1983. године и прешао у суседни град Винковци, где је бранио за прволигаша Динамо Винковце. Играо је за Динамо у сезони Прве лиге 1983/84. Алемпић је затим потписао за Војводину, био је први голман екипе и провео читаву сезону 1986/87. у дресу новосадског клуба. Након тога вратио се у Осијек и играо за Металац у трећем рангу такмичења између 1987. и 1990. године.

## Тренерска каријера
Након завршетка играчке каријере постао је тренер голмана. Радио је у клубовима као што су: НК Ластово, НК Металац Осијек, ФК Раднички Сомбор и НК Олимпија Осијек. До јесени 2013. био је део тима тренера који су радили у фудбалској академији Крпан и Бабић која се налази у Осијеку, а коју су основали бивши хрватски интернационалци Петар Крпан и Марко Бабић.